# Гроссман, Давид
Давид Гроссман (ивр. דויד גרוסמן‎; род. 25 января 1954, Иерусалим, Израиль) — израильский писатель, публицист и драматург, журналист.

## Биография
Родился в Иерусалиме.
Мать Гроссмана родилась в Иерусалиме. Отец будущего писателя был родом из местечка Динов в Польше; он смог добраться до Земли Израиля в 1933 году.
Почти все его родные и близкие были убиты или пропали без вести во время Холокоста.
Отслужил в Армии обороны Израиля. Окончил Еврейский университет, где изучал философию и театральное искусство. Работал радиоведущим на Голосе Израиля.

## Литературная деятельность
Первую книгу опубликовал в 1979 году. За свой первый роман «Улыбка козлёнка» (חיוך הגדי), о жизни в Иудее и Самарии под израильской властью, получил Литературную премию премьер-министра Израиля. По мотивам романа был также снят фильм.
В 1986 году издал роман «См. статью „Любовь“» о жизни евреев, переживших Холокост, а год спустя опубликовал серию документальных статей «Жёлтое время» (הזמן הצהוב), осуждающих оккупацию Израилем Западного берега реки Иордан в результате поражения арабов в Шестидневной войне.
Детективно-приключенческий роман Гроссмана «С кем бы побегать» (2000) стал крупным бестселлером (тираж более 150 тыс. в Израиле); по нему также был снят фильм. В 2003 году Гроссман написал текст песни «Шират ха-стикер».
Вышедший в 2014 году роман «Как-то лошадь входит в бар» через 3 года был удостоен Международной Букеровской премии.
Композитором Освальдо Голиховым по мотивам романа «См. статью „Любовь“» была создана симфоническая поэма «Falling Out of Time» (2017).

## Общественно-политическая деятельность
Известен своими левыми взглядами.
В 1988 году покинул работу на радио, протестуя против любых ограничений свободы журналистов.
В 2006 году сын Гроссмана Ури, служивший в израильской армии, погиб во Второй Ливанской войне. В 2007 году Гроссман на церемонии вручения ему литературной премии ЭМЕТ отказался пожать руку премьер-министру Эхуду Ольмерту, так как считал его виновным в гибели сына. Сам Гроссман служил в армии во время Войны Судного Дня, и служил резервистом в Израильской армии.
В 2010 году подписал призыв группы израильских деятелей искусств бойкотировать еврейские поселения в Иудее и Самарии.
В январе 2014 года выступил в Иерусалиме на митинге африканских нелегальных мигрантов, выразив надежду, что государство Израиль в конце концов удовлетворит их требования натурализации.
В январе 2016 года подверг резкой критике правительство Израиля за «замораживание мирного процесса» и выразил удовлетворение тем, что ЕС начал помечать «клеймом позора» продукты, выращенные за «Зелёной чертой».
«Думаю, очень важно показывать, что можно критиковать свою страну — и все-таки любить ее. Я не люблю правительство, но люблю страну».

## Переводы на русский язык
- С кем бы побегать / Пер. с иврита Г.-Д. Зингер, Н. Зингера. — М.: Фантом Пресс, 2004. — ISBN 5-86471-342-2. Тираж: 6000 экземпляров. Переиздание М.: Розовый жираф, 2011. Тираж: 7000 экз.
- Львиный мёд: Повесть о Самсоне / Пер. с иврита Г. Сегаль. — М.: Открытый мир, 2006. — ISBN 5-9743-0036-X. Тираж: 5000 экз.
- См. статью «Любовь»: Роман / Пер. с иврита С. Шенбрунн. — М.: Текст, 2007. — ISBN 978-5-7516-0672-5. Тираж: 3000 экз. Переиздание: М.: Эксмо, 2019. ISBN 978-5-04-103908-0. Тираж 4000 экз.
- Дуэль: Повесть / Пер. с иврита Р. Нудельмана, А. Фурман. — М.: Текст, Книжники, 2011. — ISBN 978-5-7516-0959-7. Тираж: 5000 экз.
- Бывают дети-зигзаги: Роман / Пер. с иврита Е. Тиновицкой. — М.: Текст, Книжники, 2012. — ISBN 978-5-7516-1042-5. Тираж: 5000 экз.
- Как-то лошадь входит в бар / Пер. с иврита В. Радуцкого. — М.: Эксмо, 2019. — ISBN 978-5-04-101253-3. Тираж: 9000 экз.
- Будь моим ножом. М.: Эксмо, 2021. — 384 с.
- Когда Нина знала. М.: Эксмо, 2022. — 320 с.

## Признание
- Литературная премия Ноймана (учреждена и присваивается израильским Университетом имени Бар-Илана) — за рассказ «Яни на горе» (1980)
- Премия Гарри Хиршона — за рассказ «Материалы» (1980)
- Творческая премия главы правительства Израиля (1984)
- Премия Хар-Цион — за вклад в дело мира и взаимопонимания между арабами и евреями (1988)
- Премия Нелли Закс (1991)
- Премия Сапира (2001)
- Премия ЭМЕТ (2007)
- Премия Альбатрос (Германия) — за книгу «Женщина, убегающая от вести»
- Премия Ганса и Софи Шолль (2008)
- Премия Ассоциации композиторов, авторов и музыкальных издателей в Израиле (АКУМ) — за многолетний вклад в развитие литературы (2009)
- Премия мира немецких книготорговцев (2010)
- Международная Букеровская премия (Man Booker International Prize) (2017)

## Отзывы
- "…романы израильтян Давида Гроссмана «См. статью „Любовь“» и Лиззи Дорон «Почему ты не пришла до войны?» описывают фрустрацию выживших в Катастрофе и их потомков — по сути дела, фрустрацию всего современного израильского общества, так до конца и не изжившего кошмар Катастрофы, а потому долгое время пытавшегося вытеснить её на периферию сознания."[11]
- «Международного „Букера“ недавно получил израильский писатель Давид Гроссман. На русском он на диво занудный (не Василий, далеко не), потрясающе примитивная проза, прямо соцреализм на букву „п“»[12]
- «Не на все заданные вопросы может ответить сам Гроссман, не со всеми его чувствами и выводами согласится читатель, но в целом, закрыв последнюю страницу „Львиного мёда“, можно, кажется, вспомнить машинистку Томаса Манна. После перепечатывания „Иосифа и его братьев“ она сказала писателю, что теперь будто увидела все своими глазами. Гроссман же, что немаловажно, обошёлся без манновских объёмов…»[13]
- «Давид Гроссман именно и есть поставщик потребительского товара на литературный рынок. Поставщик, надо сказать, солидный, уважаемый коллегами, прекрасно чувствующий потребности рынка. Начиная с 1987 года, он написал семь романов; искры Б-жией нет ни в одном, но все они прекрасно продаются, переводятся в Европе, получают всевозможные премии. Чтобы написать то, что сейчас называют труднообъяснимым сочетанием „культовый роман“, надо быть хорошим ремесленником, пропагандирующим идеи, банальность которых чудовищна, но которые доныне вполне пригодны для выкрикивания в качестве великого морального принципа.»[14]
- «…В этом романе тонешь. Почти тысяча страниц, почти тысяча и одна ночь, четыре разных романа под одной обложкой. Точнее, четыре подхода к одному и тому же роману и к теме Катастрофы, четыре попытки автора посмотреть на себя в зеркало текста. Искусственные макабрические сюжеты, занудные писательские жалобы на творческий кризис (вторую часть романа очень хочется сократить), повторы и логические нестыковки — но первые же страницы оказываются чёрной дырой, затягивают в бесконечность, слова одеваются плотью, начинают дышать, выходят на сушу. Становятся людьми.»[15]
- «…пожизненные страдания писателя — будь то автор или герой — непропорциональны творческим результатам. Все его существование посвящено Катастрофе, а на выходе — натянутые метафоры, многостраничные тоскливые разговоры, нудные жалобы, вымученные истории. Мальчик выращивает Нацистского Зверя из воронёнка, котёнка, ежа и ящерицы. Бруно Шульц не был убит в Дрогобыче, а отправился плавать в море вместе с лососями и даже отрастил себе плавники. Младенец прожил 64 года за 21 час и при этом покончил самоубийством. Комендант концлагеря узнал в одном из узников любимого писателя своего детства. И что? Да ничего.»[16]